# کلاوس-دیتر وولیتز
کلاوس-دیتر وولیتز (انگلیسی: Claus-Dieter Wollitz؛ زادهٔ ۱۹ ژوئیهٔ ۱۹۶۵) بازیکن فوتبال اهل آلمان است.
از باشگاه‌هایی که در آن بازی کرده‌است می‌توان به باشگاه فوتبال وولفسبورگ، باشگاه فوتبال کلن، باشگاه فوتبال شالکه ۰۴، باشگاه فوتبال کایزرسلاوترن، باشگاه فوتبال بایر ۰۴ لورکوزن، باشگاه فوتبال اوردینگن ۰۵، باشگاه فوتبال هرتابرلین، و باشگاه فوتبال اسنابروک اشاره کرد.